# El Internado
 (janvier 2022).
Si vous disposez d'ouvrages ou d'articles de référence ou si vous connaissez des sites web de qualité traitant du thème abordé ici, merci de compléter l'article en donnant les références utiles à sa vérifiabilité et en les liant à la section « Notes et références ».
El Internado est un feuilleton télévisé espagnol en soixante-et-onze épisodes de soixante-quinze minutes créé par Daniel Écija, produit par Globomedia et diffusé entre le 24 mai 2007 et le 13 octobre 2010 sur Antena 3.
Il est inédit dans tous les pays francophones.
L'épisode pilote, Los monstruos no hacen cosquillas (Les monstres ne font pas de chatouilles), d'une durée de soixante-dix minutes, a attiré 4 629 000 téléspectateurs et frôlé les 26 % d'audimat.
La cinquième saison a vu l'arrivée de cinq nouveaux acteurs : Lola Baldrich (es), Irene Montalà, Javier Ríos (es), Adam Quintero et Jonás Berami (es). L'un des acteurs principaux, Luis Merlo (es) (qui interprète Héctor de la Vega) quittera momentanément le feuilleton pour se consacrer davantage au théâtre. Cette saison comportera aussi des retours en arrière, à l'instar des précédentes. L'histoire se centrera sur le passé nazi des années 1940-1945 (le projet Géminis) de l'internat Laguna negra. La sixième saison a été diffusée à l'hiver 2009-2010.
Une septième et dernière saison clôturera les aventures de ces écoliers avec quinze épisodes, la diffusion des huit premiers épisodes a commencé le 2 juin 2010 pour terminer le 21 juillet 2010, les sept derniers épisodes ont été diffusés à partir du 6 septembre 2010. Elle met en scène la vie à l'internat après la catastrophe sanitaire, ses occupants étant condamnés à rester en quarantaine. Le dénouement a été dévoilé avec le dernier épisode diffusé le 13 octobre 2010.

## Synopsis
Dans un pensionnat espagnol, l'internat la Lagune noire, dirigé par Héctor de la Vega, Alfonso Ceballos, le professeur d'histoire, disparaît après avoir mis en garde quelques élèves sur les dangers que recèle l'établissement. C'est ainsi qu'Iván Noiret, Marcos Novoa Pazos, Roque Sánchez Navas, Cayetano Montero Ruiz, Victoria Martínez González et Carolina Leal Solís, six élèves et amis, vont poursuivre l'enquête entreprise par Alfonso et aller de découvertes macabres en mystères insolubles. Dans cet établissement, chacun des personnages cache un lourd secret...

## Distribution

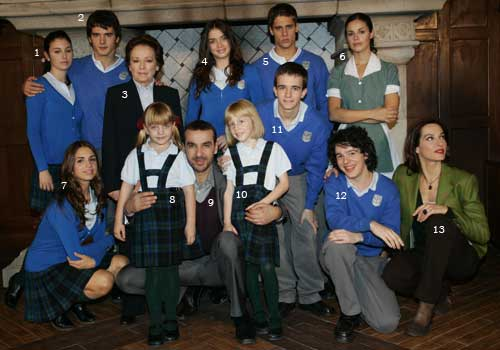
De gauche à droite et de haut en bas : Julia, Iván, Jacinta, Carolina, Marcos, María, Victoria, Paula, Héctor, Evelyn, Roque, Cayetano et Elsa.

- Natalia Millán : Elsa Fernández Campos, professeur puis directrice, fiancée d'Héctor (saisons 1 à 7)
- Marta Torné (es) : María Almagro, femme de ménage, évadée d'un asile psychiatrique, mère naturelle d'Iván (saisons 1 à 7)
- Martiño Rivas : Marcos Novoa Pazos, orphelin arrivé récemment à l'école (saisons 1 à 7)
- Ana de Armas : Carolina Leal Solís, élève, partagée entre Marcos et Iván (saisons 1 à 6)
- Raúl Fernández (es) : Fermín de Pablo, cuisinier et personnage flou, espion ou enquêteur... (saisons 1 à 7)
- Yon González : Iván Noiret León, élève, fils naturel de María (saisons 1 à 7)
- Elena Furiase : Victoria Martínez González, élève (saisons 1 à 7)
- Carlota García (es) : Paula Novoa Pazos, petite sœur de Marcos (saisons 1 à 7)
- Luis Merlo (es) : Héctor de la Vega, directeur de l'internat (saisons 1 à 5, invité saison 6)
- Daniel Retuerta (es) : Roque Sánchez Navas, élève (saisons 1 à 7)
- Denisse Peña (es) : Evelyn Pons, meilleure amie de Paula (saisons 1 à 7)
- Amparo Baró : Jacinta García, gouvernante de l'internat, détentrice de lourds secrets (saisons 1 à 7)
- Marta Hazas : Amelia Ugarte Roldán, institutrice des petits, dont Paula et Evelyn (saisons 1 à 7)
- Pedro Civera (es) : Camilo Calvo de la Horadada, professeur de latin (saisons 1 à 5, récurrent saisons 6 et 7)
- Blanca Suárez[3] : Julia Medina, élève arrivée lors de la deuxième saison (saisons 2 à 7)
- Eduardo Velasco (es) : Pedro Camacho, professeur de gymnastique, amant d'Elsa (saisons 1 à 4)
- Carlos Leal : Jacques Noiret, père adoptif d'Iván (saisons 1 à 7)
- Fernando Tielve : Cayetano Montero Ruiz, élève (saison 1, récurrent saisons 2 et 3)

## Liste des épisodes

### Première saison (2007)
1. Los monstruos no hacen cosquillas (Les monstres ne font pas de chatouilles)
2. Todo el mundo tiene un secreto (Tout le monde a un secret)
3. Ojos que no ven (Des yeux qui ne voient pas)
4. Un mensaje en una botella (Un message dans une bouteille)
5. Un cadáver en la Laguna (Un cadavre sur la lagune)
6. La Noche de la Santa Isabel (La Nuit de la Sainte-Isabelle)

### Deuxième saison (2007-2008)
1. ¿Con qué sueñan los peces? (À quoi rêvent les poissons ?)
2. Persiguiendo luciérnagas (À la poursuite de lucioles)
3. El Anillo (La Bague)
4. La Caja de música (La Boîte à musique)
5. En orden alfabético (Par ordre alphabétique) ou Atrevimiento o verdad (Action ou vérité ?)
6. Ver para creer (Voir pour croire)
7. Mi amigo el monstruo (Mon ami le monstre)
8. El Polo Norte (Le Pôle Nord)

### Troisième saison (2008)
1. El Búho (Le Hibou)
2. 8 Milímetros (8 Millimètres)
3. El Soldadito de Plomo (Le Petit Soldat de plomb)
4. En el fondo del mar (Au fond de la mer)
5. La vida es un sueño (La vie est un rêve)
6. La Peor Cárcel del mundo (La Pire Prison du monde)
7. El Fantasma de la profesora decapitada (Le Fantôme de la prof décapitée) ou Los fantasmas vienen por algo (Les fantômes viennent pour quelque chose)
8. Los Cinco Vengadores (Les Cinq Vengeurs)
9. La Noche del fuego (La Nuit du feu)

### Quatrième saison (2008-2009)
1. La Maldición (La Malédiction)
2. La Sala del tesoro (La Salle du trésor)
3. El Secreto mejor guardado (Le Secret le mieux gardé)
4. Premonición (Prémonition)
5. El Exorcismo (L'Exorcisme)
6. Escrito en las estrellas (Écrit dans les étoiles)
7. Un gran soldado (Un grand soldat)
8. La Llave (La clé)
9. El Unicornio (La Licorne)
10. Un punto en el mar (Un point dans la mer)
11. La Noche de las dos lunas (La Nuit des deux lunes)

### Cinquième saison (2009)
1. El Cuaderno del doctor Wulf (Le Carnet du docteur Wulf)
2. Amnesia (Amnésie)
3. El Hombre del saco (Le Croquemitaine)
4. La Novia Cadáver (La Mariée cadavérique)
5. La Promesa (La Promesse)
6. El Vampiro (Le Vampire)
7. El Rey de la baraja (Le Roi des cartes)
8. Paula en el país de las maravillas (Paula au pays des merveilles)
9. El Ultimo Día (Le Dernier Jour)

### Sixième saison (2009-2010)
1. Los monstruos vienen de noche (Les monstres viennent la nuit)
2. Las Galletas del porvenir (Les Biscuits de l'avenir)
3. El Hombre Lobo (Le Loup-Garou)
4. La Traición (La Trahison)
5. El Baile de los culpables (Le Bal des Coupables)
6. Paula y el Lobo (Paula et le Loup)
7. La Leyenda de Eva (La Légende d'Eva)
8. La Princesa de Hielo (La Princesse de Glace)
9. El Extraterrestre (L'Extraterrestre)
10. La Habitación número 13 (La Chambre numéro 13)
11. El Mago (Le Magicien)
12. Alaska
13. Después de la luz (Après la lumière)

### Septième saison (2010)
1. El Protocolo (Le Protocole)
2. La Amenaza (La Menace)
3. El Hombre misterioso (L'Homme mystérieux)
4. El Tesoro (Le Trésor)
5. El Centro de la Tierra (Le Centre de la Terre)
6. Los Tres Pétalos (Les Trois Pétales)
7. El Asesino de Carolina (Le Meurtrier de Carolina)
8. El Último Deseo (Un dernier vœu)
9. El Principio del fin (Le Début de la fin)
10. La Última Dosis (La Dernière Dose)
11. Los Últimos Recuerdos (Les Derniers Souvenirs)
12. Hasta que la muerte los separe (Jusqu'à ce que la mort les sépare)
13. El Último Aliento (Le Dernier Souffle)
14. La Luz (La Lumière)
15. El Fin (La Fin)

### El Internado: les Dossiers secrets
Parallèlement à la diffusion du feuilleton lors de la quatrième saison, Antena 3 a produit une série de courts métrages un peu à l'instar des Heroes Unmasked dévoilant certains pans de la production ou de l'intrigue du feuilleton, Los Archivos secretos del Internado (les Dossiers secrets de l'Internat). Les scènes sont censées avoir été tournées deux ans après, en 2011. Chaque séquence tournée en épilogue met en scène le point de vue d'un protagoniste.
1. El Monstruo del bosque La Laguna negra (Le Monstre du bois la Lagune noire) : Jacinta García, 24 avril 2011.
2. Fenómenos paranormales : Cayetano Montero (Phénomènes paranormaux : Cayetano Montero) : Roque Sánchez Navas et Julia Medina, 11 mai 2011.
3. Los Vengadores (Les Vengeurs) : Héctor de la Vega, 24 mai 2011.
4. Acusado de asesinato (Accusé de meurtre) : Fermín de Pablo, 28 juin 2011.
5. Las Cuatro Huérfanas (Les Quatre Orphelines) : Carolina Leal Solís, 30 juin 2011.
6. La Verdad sobre Cristina Palacios (La Vérité sur Cristina Palacios) : Victoria Martínez González, 11 juillet 2011.
7. Nora infiltrada (Nora infiltrée) : Saúl Pérez Sabán, 13 août 2011.
8. Cabeza de Turco (Tête de Turc) : Elsa Fernández Campos, 6 août 2011.
9. ¿Dónde está Toni? (Où est Toni ?) : María Almagro, 4 septembre 2011.
10. Las Mejores Amigas (Les Meilleures Amies) : Evelyn Pons, 30 novembre 2011.
11. Secretos y Mentiras (Secrets et Mensonges) : Marcos Novoa Pazos, 13 avril 2011.
12. Toda una vida (Toute une vie) : Jacinta García, 24 avril 2011.
13. Justicia o Venganza (Justice ou Vengeance) : Fermín de Pablo, 28 juin 2011.
14. Nada es casualidad (Rien n'arrive par hasard) : Julia Medina, 11 mai 2011.
15. Irene Espí : Sandra Pazos, Noël 2011.
16. ... Y después empezaron los crimenes (... Ensuite les meurtres ont commencé) : Victoria Martínez González, 11 juillet 2011.
17. Jacques Noiret: caso cerrado (Jacques Noiret : affaire classée) : Jacques Noiret, non daté.

## Autour du feuilleton
Un personnage secondaire du feuilleton, un élève du primaire nommé Javier Holgado, est présent à tous les épisodes depuis la deuxième saison, que ce soit directement (on le voit dans une scène) ou indirectement (il est cité). Ce garnement (il martyrise constamment les petites Paula et Evelyn) est le seul personnage à être toujours cité intégralement (prénom et nom). En fait, il s'agit d'un private joke des scénaristes rendant ainsi hommage à un ami scénariste espagnol ayant de belles séries à son palmarès. « Javier Holgado en realidad es un guionista, que escribió Motivos personales y otars series muy buenas. Como sus amigos guionistas escriben El Internado, le han puesto su nombre como homenaje. ».
L'ordinateur a une place assez prépondérante dans les recherches effectuées par les élèves et leur moteur de recherche préféré est Finder.es (qui n'est autre que Google.es maquillé). Et leurs recherches les conduisent souvent sur des pages encyclopédiques également intitulées Finder.es mais reflétant en fait la page Wikipédia en espagnol correspondante, l'encyclopédie étant nommément citée lors d'un épisode.
Le feuilleton renvoie implicitement aux enlèvements d'enfants effectués sous la période franquiste. Au moins trente mille enfants, voire bien plus, furent enlevés à des mères républicaines, un sujet longtemps resté tabou en Espagne. Le trafic des enfants y a sévi des années 1940 aux années 1990. Ces enfants furent confiés à des institutions publiques ou à des familles proches du régime du général Franco, ce trafic se poursuivant bien après la mort de celui-ci pour des raisons crapuleuses, au détriment de mères vulnérables.

## Jeu vidéo
Virgin Play a développé pour la console portable Nintendo DS un jeu d'aventures intitulé El Internado. Le jeu a été mis sur le marché au printemps 2009 en même temps qu'était diffusée la cinquième saison. Il s'agit du premier jeu vidéo basé sur une production télévisée espagnole. Les aventures sont axées sur les quatre premières saisons du feuilleton.

## Édition en DVD
Les six premières saisons ont été éditées en DVD sous le label Sony Pictures.
- La première saison complète a été mise en vente le 25 mars 2008. Elle est composée de trois disques. Une édition spéciale a été conçue pour la chaîne de grands magasins El Corte Inglés. Cette édition propose un quatrième DVD incluant de nombreux bonus tels que des interviews des acteurs.
- La deuxième saison complète a été mise en vente le 20 mai 2008. Elle est composée de trois disques. Une édition spéciale a été conçue pour la chaîne de grands magasins El Corte Inglés. Cette édition propose un quatrième DVD incluant de nombreux bonus tels que des bêtisiers, des scènes coupées.
- La troisième saison complète a été mise en vente le 28 octobre 2008. Elle est composée de quatre disques.
- La quatrième saison complète a été mise en vente le 26 mai 2009. Elle est composée de trois disques.
- La cinquième saison complète a été mise en vente le 3 novembre 2009. Elle est composée de trois disques.
- La sixième saison complète a été mise en vente le 24 août 2010. Elle est composée de quatre disques.
- Le feuilleton étant enregistré en haute définition, Sony Pictures avait annoncé la distribution du feuilleton au format Blu-ray. Cependant, au vu des ventes nombreuses des DVD, la société a estimé que les ventes au format Blu-ray n'atteindraient pas la moitié des ventes des DVD et a abandonné le projet.

## Anecdotes
- Marta Hazas et Yon González se sont retrouvés en 2013 sur le tournage du feuilleton Grand Hotel diffusée en France sur Téva[6].
- Amparo Baró qui joue Jacinta la gouvernante est morte à l'âge de soixante-dix-sept ans des suites d'un cancer en janvier 2015[7].
- Les acteurs Martiño Rivas, Yon González, Blanca Suárez et Denisse Peña se sont retrouvés à partir de 2017 dans le feuilleton Las Chicas del cable, Blanca Suárez endossant le rôle principal.